# 이하라 츠요시
이하라 쓰요시(일본어: 伊原 剛志/伊原 剛, いはら つよし, 1963년 11월 6일 ~ )는 일본의 배우이다. 한국 본명은 윤유구(尹惟久)이다. 후쿠오카현 기타큐슈시에서 태어났다. 오사카부 오사카시 이쿠노구에서 자랐다. 오사카부립 이마미야 고등학교(大阪府立今宮高等学校)를 졸업했다. 케이닷슈(ケイダッシュ)에 소속되어 있다.
원래는 재일 한국인 3세로 1995년에 일본으로 귀화를 해서 일본 국적을 취득했다.
부인은 배우인 아이츠키 아키코(相築あきこ)로서 1990년에 혼인하여 2000년에 이혼하였고, 2001년부터 준코와 재혼하였다.

## 출연 작품

### 드라마
- 대하드라마 (NHK)
  - 타케다 신겐 (1988년) - 오다 노부유키 역
  - 신센구미! (2004년) - 사사키 다다자부로 역
  - 꽃 타오르다 (2015년) - 사카모토 료마 역

### 영화
- 13인의 자객 (2010년) - 히라야마 구주로 역
- 더 크로니클: 뮤턴트의 반격 (2015년)
- 극장판 시그널 (2021년) - 아오이 준키 역